# ماثيو شومان
ماثيو شومان (بالفرنسية: Matthieu Chemin)‏ هو لاعب كرة قدم فرنسي في مركز الدفاع، ولد في 20 أبريل 1986 في نانت في فرنسا. لعب مع نادي أورليانز.

## وصلات خارجية
- ماثيو شومان على موقع قاعدة بيانات كرة القدم.إي يو (الإنجليزية)
- ماثيو شومان على موقع Soccerway.com (الإنجليزية)